# ATP Finals 2020
Die ATP Finals 2020 (offiziell Nitto ATP Finals) fanden vom 15. bis 22. November 2020 in der O2 Arena in London statt. Neben den vier Grand-Slam-Turnieren waren sie der wichtigste Wettbewerb im Herrenprofitennis und fanden jeweils am Ende der Saison statt. Das Turnier war Teil der ATP Tour 2020.
Vorjahressieger waren Stefanos Tsitsipas im Einzel sowie Pierre-Hugues Herbert und Nicolas Mahut im Doppel.
Aufgrund der COVID-19-Pandemie fand das Turnier ohne Zuschauer statt.

## Preisgeld und Punkte
Das Preisgeld betrug 5,7 Millionen US-Dollar. Das Preisgeld wird kumuliert. Ein Turniersieger ohne Niederlage würde demnach 1.500 Punkte und 1.564.000 US-Dollar im Einzel bzw. 284.500 US-Dollar im Doppel bekommen.
| Runde                     | Einzel     | Doppel 1  | Punkte |
| ------------------------- | ---------- | --------- | ------ |
| Turniersieger             | 0550.000 $ | 070.000 $ | 500    |
| Halbfinalsieger           | 0402.000 $ | 056.000 $ | 400    |
| Gruppenphase pro Sieg     | 0153.000 $ | 030.000 $ | 200    |
| Antrittsgeld              | 0153.000 $ | 068.500 $ | —      |
| Ersatzspieler (kein Sieg) | 0073.000 $ | 025.000 $ | —      |

## Einzel

### Qualifikation
Es qualifizierten sich die acht bestplatzierten Spieler der Weltrangliste für diesen Wettbewerb. Dazu kamen noch zwei Reservisten. Wenn ein oder zwei Grand-Slam-Turniersieger der laufenden Saison zwischen Platz 8 und 20 der ATP Tour platziert waren, erhielten diese den achten Start- und den ersten Reserveplatz.
| Weltrangliste im Einzel | Weltrangliste im Einzel | Weltrangliste im Einzel | Weltrangliste im Einzel | Weltrangliste im Einzel |
| #                       | Spieler                 | Punkte                  | Qualifikationsdatum     |                         |
| ----------------------- | ----------------------- | ----------------------- | ----------------------- | ----------------------- |
| 1                       | Novak Đoković           | 11630                   | 14. August 2020         |                         |
| 2                       | Rafael Nadal            | 9450                    | 14. August 2020         |                         |
| 3                       | Dominic Thiem           | 8325                    | 14. August 2020         |                         |
| 4                       | Daniil Medwedew         | 6970                    | 14. September 2020      |                         |
| −                       | Roger Federer           | 6230                    | —                       |                         |
| 5                       | Alexander Zverev        | 5125                    | 12. Oktober 2020        |                         |
| 6                       | Stefanos Tsitsipas      | 4625                    | 12. Oktober 2020        |                         |
| 7                       | Andrei Rubljow          | 3919                    | 1. November 2020        |                         |
| 8                       | Diego Schwartzman       | 3455                    | 6. November 2020        |                         |
| 9                       | Matteo Berrettini       | 2875                    |                         |                         |
| 10                      | Gaël Monfils            | 2860                    |                         |                         |
| 11                      | Denis Shapovalov        | 2830                    |                         |                         |
| 12                      | Roberto Bautista Agut   | 2710                    |                         |                         |
| 13                      | Milos Raonic            | 2580                    |                         |                         |
| 14                      | David Goffin            | 2555                    |                         |                         |
| 15                      | Pablo Carreño Busta     | 2535                    |                         |                         |

### Gruppe Tokyo 1970

#### Ergebnisse
| Spieler          | Spieler           | Ergebnis      |
| ---------------- | ----------------- | ------------- |
| Novak Đoković    | Diego Schwartzman | 6:3, 6:2      |
| Daniil Medwedew  | Alexander Zverev  | 6:3, 6:4      |
| Alexander Zverev | Diego Schwartzman | 6:3, 4:6, 6:3 |
| Novak Đoković    | Daniil Medwedew   | 3:6, 3:6      |
| Novak Đoković    | Alexander Zverev  | 6:3, 7:64     |
| Daniil Medwedew  | Diego Schwartzman | 6:3, 6:3      |

#### Tabelle
| Pos. | Setzliste | Spieler           | Matches | Sätze | Spiele |
| ---- | --------- | ----------------- | ------- | ----- | ------ |
| 1    | 4         | Daniil Medwedew   | 3:0     | 6:0   | 36:19  |
| 2    | 1         | Novak Đoković     | 2:1     | 4:2   | 31:26  |
| 3    | 5         | Alexander Zverev  | 1:2     | 2:5   | 32:37  |
| 4    | 8         | Diego Schwartzman | 0:3     | 1:6   | 23:40  |

### Gruppe London 2020

#### Ergebnisse
| Spieler            | Spieler            | Ergebnis       |
| ------------------ | ------------------ | -------------- |
| Dominic Thiem      | Stefanos Tsitsipas | 7:65, 4:6, 6:3 |
| Rafael Nadal       | Andrei Rubljow     | 6:3, 6:4       |
| Rafael Nadal       | Dominic Thiem      | 6:77, 6:74     |
| Stefanos Tsitsipas | Andrei Rubljow     | 6:1, 4:6, 7:66 |
| Dominic Thiem      | Andrei Rubljow     | 2:6, 5:7       |
| Rafael Nadal       | Stefanos Tsitsipas | 6:4, 4:6, 6:2  |

#### Tabelle
| Pos. | Setzliste | Spieler            | Matches | Sätze | Spiele |
| ---- | --------- | ------------------ | ------- | ----- | ------ |
| 1    | 3         | Dominic Thiem      | 2:1     | 4:3   | 38:40  |
| 2    | 2         | Rafael Nadal       | 2:1     | 4:3   | 40:33  |
| 3    | 6         | Stefanos Tsitsipas | 1:2     | 4:5   | 44:46  |
| 4    | 7         | Andrei Rubljow     | 1:2     | 3:4   | 33:36  |

### Halbfinale
| Spieler         | Spieler       | Ergebnis         |
| --------------- | ------------- | ---------------- |
| Daniil Medwedew | Rafael Nadal  | 3:6, 7:64, 6:3   |
| Dominic Thiem   | Novak Đoković | 7:5, 6:710, 7:65 |

### Finale
| Spieler         | Spieler       | Ergebnis       |
| --------------- | ------------- | -------------- |
| Daniil Medwedew | Dominic Thiem | 4:6, 7:62, 6:4 |

## Doppel

### Qualifikation
Es qualifizierten sich die acht bestplatzierten Doppelpaarungen der ATP Tour für diesen Wettbewerb. Qualifiziert war allerdings auch ein Team, das ein Grand-Slam-Turnier gewonnen und sich zum Jahresende einen Platz in den Top 20 der Weltrangliste gesichert hatte.
| ATP-Race im Doppel | ATP-Race im Doppel                   | ATP-Race im Doppel | ATP-Race im Doppel | ATP-Race im Doppel  | ATP-Race im Doppel |
| #                  | Spieler                              | Punkte             | Turniere           | Qualifikationsdatum | Grand-Slam-Siege   |
| ------------------ | ------------------------------------ | ------------------ | ------------------ | ------------------- | ------------------ |
| 1                  | Mate Pavić Bruno Soares              | 3385               | 11                 | 14. September 2020  | 1                  |
| 2                  | Rajeev Ram Joe Salisbury             | 3350               | 9                  | 14. August 2020     | 1                  |
| 3                  | Kevin Krawietz Andreas Mies          | 2910               | 13                 | 19. Oktober 2020    | 1                  |
| 4                  | Marcel Granollers Horacio Zeballos   | 2440               | 9                  | 19. Oktober 2020    |                    |
| 5                  | Wesley Koolhof Nikola Mektić         | 2325               | 12                 | 5. November 2020    |                    |
| 6                  | John Peers Michael Venus             | 2240               | 13                 | 5. November 2020    |                    |
| 7                  | Jürgen Melzer Édouard Roger-Vasselin | 2180               | 15                 | 13. November 2020   |                    |
| 8                  | Łukasz Kubot Marcelo Melo            | 2140               | 13                 | 6. November 2020    |                    |
| 9                  | Jamie Murray Neal Skupski            | 2140               | 16                 |                     |                    |
| 10                 | Max Purcell Luke Saville             | 1665               | 12                 |                     |                    |
| 11                 | Juan Sebastián Cabal Robert Farah    | 1350               | 8                  |                     |                    |
| 12                 | Ivan Dodig Filip Polášek             | 1140               | 8                  |                     |                    |
| 13                 | Sander Gillé Joran Vliegen           | 1140               | 15                 |                     |                    |
| 14                 | Jean-Julien Rojer Horia Tecău        | 1125               | 9                  |                     |                    |

### Gruppe Mike Bryan

#### Ergebnisse
| Spieler                      | Spieler                      | Ergebnis           |
| ---------------------------- | ---------------------------- | ------------------ |
| Kevin Krawietz Andreas Mies  | Wesley Koolhof Nikola Mektić | 7:63, 6:74, [7:10] |
| Rajeev Ram Joe Salisbury     | Łukasz Kubot Marcelo Melo    | 7:5, 3:6, [10:5]   |
| Kevin Krawietz Andreas Mies  | Łukasz Kubot Marcelo Melo    | 6:2, 7:65          |
| Rajeev Ram Joe Salisbury     | Wesley Koolhof Nikola Mektić | 6:75, 0:6          |
| Wesley Koolhof Nikola Mektić | Łukasz Kubot Marcelo Melo    | 4:6, 7:62, [8:10]  |
| Rajeev Ram Joe Salisbury     | Kevin Krawietz Andreas Mies  | 7:65, 6:74, [10:4] |

#### Tabelle
| Pos. | Setzliste | Spieler                      | Spiele | Sätze | Punkte |
| ---- | --------- | ---------------------------- | ------ | ----- | ------ |
| 1    | 5         | Wesley Koolhof Nikola Mektić | 2:1    | 5:3   | 38:32  |
| 2    | 2         | Rajeev Ram Joe Salisbury     | 2:1    | 4:4   | 31:37  |
| 3    | 3         | Kevin Krawietz Andreas Mies  | 1:2    | 4:4   | 39:36  |
| 4    | 7         | Łukasz Kubot Marcelo Melo    | 1:2    | 3:5   | 32:35  |

### Gruppe Bob Bryan

#### Ergebnisse
| Spieler                            | Spieler                              | Ergebnis           |
| ---------------------------------- | ------------------------------------ | ------------------ |
| Marcel Granollers Horacio Zeballos | John Peers Michael Venus             | 7:62, 7:5          |
| Mate Pavić Bruno Soares            | Jürgen Melzer Édouard Roger-Vasselin | 6:76, 6:1, [10:4]  |
| Mate Pavić Bruno Soares            | Marcel Granollers Horacio Zeballos   | 6:74, 7:64, [8:10] |
| John Peers Michael Venus           | Jürgen Melzer Édouard Roger-Vasselin | 6:2, 6:74, [10:12] |
| Mate Pavić Bruno Soares            | John Peers Michael Venus             | 6:72, 6:3, [10:8]  |
| Marcel Granollers Horacio Zeballos | Jürgen Melzer Édouard Roger-Vasselin | 6:6 Aufgabe        |

#### Tabelle
| Pos. | Setzliste | Spieler                              | Spiele | Sätze | Punkte |
| ---- | --------- | ------------------------------------ | ------ | ----- | ------ |
| 1    | 8         | Jürgen Melzer Édouard Roger-Vasselin | 2:1    | 5:3   | 18:25  |
| 2    | 4         | Marcel Granollers Horacio Zeballos   | 2:1    | 4:3   | 28:24  |
| 3    | 1         | Mate Pavić Bruno Soares              | 2:1    | 5:4   | 39:32  |
| 4    | 6         | John Peers Michael Venus             | 0:3    | 2:6   | 33:37  |

### Halbfinale
| Spieler                              | Spieler                            | Ergebnis          |
| ------------------------------------ | ---------------------------------- | ----------------- |
| Jürgen Melzer Édouard Roger-Vasselin | Rajeev Ram Joe Salisbury           | 6:74, 6:3, [11:9] |
| Wesley Koolhof Nikola Mektić         | Marcel Granollers Horacio Zeballos | 6:3, 6:4          |

### Finale
| Spieler                              | Spieler                      | Ergebnis         |
| ------------------------------------ | ---------------------------- | ---------------- |
| Jürgen Melzer Édouard Roger-Vasselin | Wesley Koolhof Nikola Mektić | 2:6, 6:3, [5:10] |